# Zhao Yong

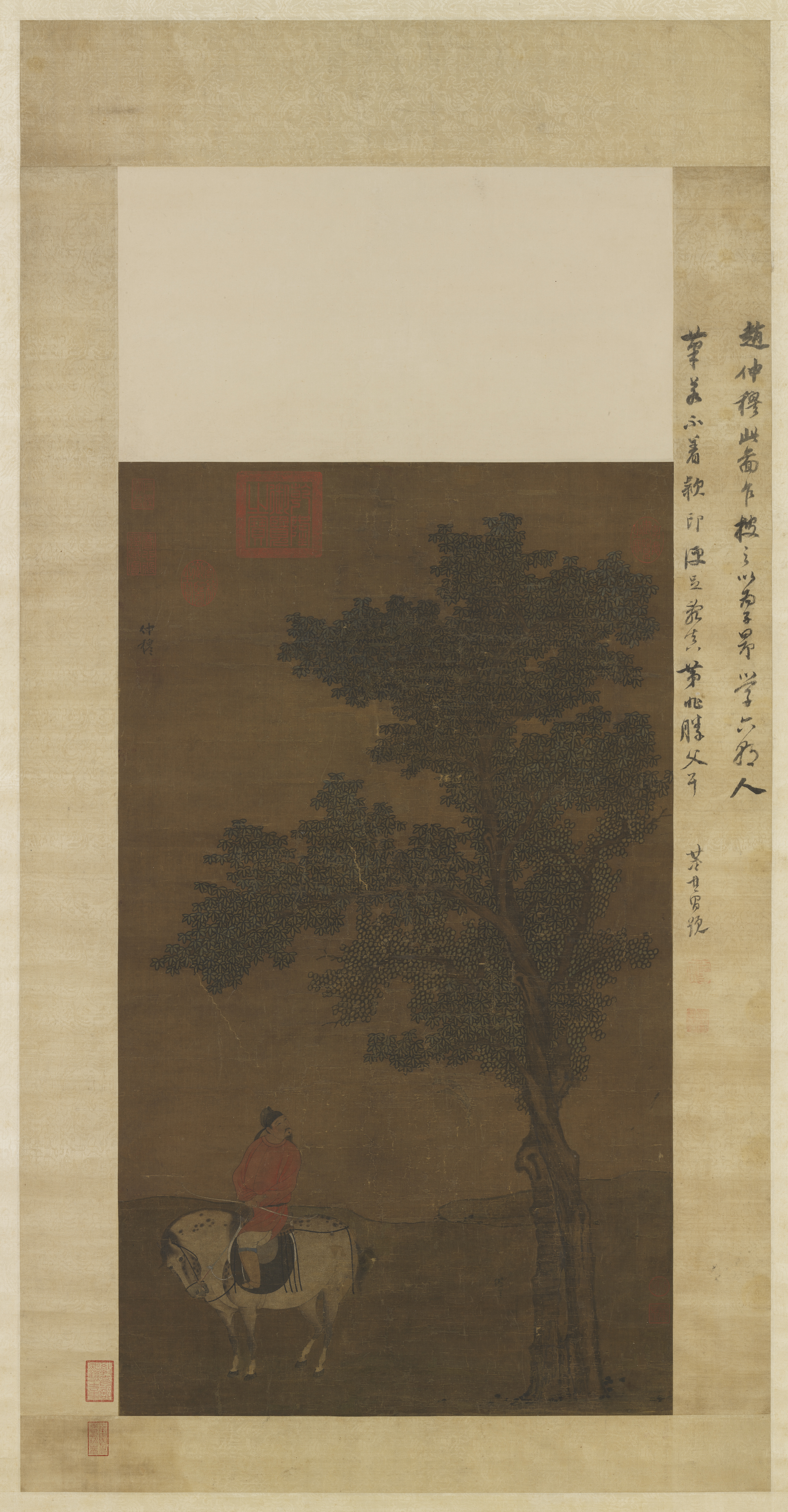
Wiosenna przejażdżka, ze zbiorów Narodowego Muzeum Pałacowego w Tajpej

Zhao Yong (chiń. upr. 赵雍; chiń. trad. 趙雍; pinyin Zhào Yōng; Wade-Giles Chao Yung; ur. 1289, zm. 1362) – chiński malarz z czasów dynastii Yuan, syn Zhao Mengfu i Guan Daosheng.
Był niższym urzędnikiem i piastował urząd gubernatora Huzhou. Wzorował się na stylu malarskim ojca i podobnie jak on malował krajobrazy oraz postaci ludzkie. Zasłynął tworzonymi przez siebie wizerunkami koni.